# إزيناف (آن)
إزيناف (بالفرنسية: Izenave)‏ هي بلدية فرنسية تقع في إقليم الآن في فرنسا. رمز إنسي لها هو:1191. أما الرمز البريدي لها فهو: 1430.